# ثعابين الماء
ثعبان الماء أو النطريق (الاسم العلمي: Natrix) أو ثعبان العشب أو حيّة الماء، هو جنس من الزواحف يتبع فصيلة الأحناش ضمن رتبة الحرشفيات. يتبع أسرة النطريقاوات.

## أنواع النطريق
يحتوي هذا الجنس على هذا الأنواع :
- النطريق الشائع أو ثعبان العشب
- النطريق المشطرج أو ثعبان النرد
- النطريق المغاربي أو الحيّة الأفعوانية
- النطريق كبير الرأس أو ثعبان الماء كبير الرأس